# Anne Linsel
Anne Linsel (* 1. August 1942 in Wuppertal) ist eine deutsche Kulturjournalistin, Filmemacherin, Dokumentarfilm-Regisseurin und Publizistin.

## Karriere
Linsel studierte Kunst und Kunstgeschichte. Von 1982 bis 1998 schrieb sie regelmäßig für die Wochenzeitung Die Zeit Literaturrezensionen, Kulturreportagen und Porträts. Sie moderierte von 1984 bis 1989 das ZDF-Kulturmagazin Aspekte, danach die Sonntagsgespräche im ZDF. Von 1989 bis zur Einstellung der Sendung 2004 war sie Gastgeberin der ZDF-Reihe Zeugen des Jahrhunderts. Seit 1998 schreibt Linsel für die Süddeutsche Zeitung Theaterkritiken, Artikel zu kulturpolitischen Themen und Porträts. Außerdem moderierte und konzeptionierte sie für den TV-Sender Arte Themenabende u. a. über Joseph Beuys, Pina Bausch, Max Ernst, Kunst und Politik (mit Klaus Staeck). Sie arbeitete für die Hörfunksender WDR, NDR und den Deutschlandfunk.
Seit 1985 macht Linsel Dokumentarfilme zu kulturellen und politischen Themen für den WDR, Arte und 3sat. Ihr Film Tanzträume – Jugendliche tanzen Kontakthof von Pina Bausch wurde 2010 bei der Berlinale in der Kategorie in der Kategorie Berlinale special uraufgeführt und später auf verschiedenen internationalen Filmfestivals und im Kino gezeigt. Zu sehen sind in diesem Film Schülerinnen und Schüler aus Wuppertal, die eine Tanzaufführung einstudieren, und die letzten Aufnahmen der 2009 verstorbenen Tänzerin und Choreographin Pina Bausch.
Sie ist Mitglied des PEN-Zentrums Deutschland, des Deutschen Journalistenverbandes (DJV), Gründungsmitglied der Kulturpolitischen Gesellschaft und Mitglied in diversen Literaturjurys.

## Auszeichnungen
1990, 1994 und 1997 waren Dokumentarfilme von Linsel für den Adolf-Grimme-Preis nominiert. Im Jahr 2007 wurde sie in Wuppertal mit dem Enno-und-Christa-Springmannpreis ausgezeichnet. 2012 erhielt sie den bedeutendsten Wuppertaler Kulturpreis, den von der Heydt-Kulturpreis, der alle zwei Jahre verliehen wird und mit 12.500 Euro dotiert ist. Sie war nach einer Idee von Richard Reich Initiatorin des Projektes „Schulhausroman“, bei dem Schriftsteller in Schulen gehen und mit den Jugendlichen eine Geschichte schreiben. Dieses Projekt wurde 2009 mit dem Preis „Deutschland – Land der Ideen“ ausgezeichnet, der unter der Schirmherrschaft des Bundespräsidenten steht.

## Bibliographie
- Hilde Spiel – Die Grand Dame. Lamuv-Verlag, Göttingen 1992.
- mit Peter von Matt (Hrsg.): „Deine Sehnsucht war die Schlange“ – ein Else Lasker-Schüler Almanach. Peter Hammer Verlag, Wuppertal 1997.
- „Weltentwürfe“ – die Bühnenbildnerin Hanna Jordan. Klartext-Verlag, Essen 2006.
- „Tanzträume“ – Jugendliche tanzen „Kontakthof“ von Pina Bausch. Das Buch zum Film von Anne Linsel und Ulli Weiss. Verlag HP Nacke, Wuppertal 2011.
- Pina Bausch. Bilder eines Lebens. Bildband mit biografischen Text von Anne Linsel. Edel-Verlag, Hamburg 2013, ISBN 978-3-8419-0182-8.

## Filmographie (Auswahl)
- „Ein unheimlich starker Tänzer“ – der Pina-Bausch-Tänzer Jan Minarik. 30 Minuten, WDR (1985).
- „Gegen den Strich“ – der Free-Jazz-Musiker Peter Kowald. 30 Minuten, WDR (1986).
- „An Ort und Stelle“ – der Zeichner Wolfgang Schmitz. 30 Minuten, WDR (1987).
- „Spielwut“ – die Schauspielerin Barbara Nüsse. 45 Minuten, WDR (1988).
- „Bis hierher und noch weiter“ – die Bühnenbildnerin Hanna Jordan. 45 Minuten, WDR (1989).
- „Mit den Augen hören“ – der gehörlos geborene Christian Schara. 45 Minuten, WDR, nominiert für den Adolf-Grimme-Preis (1990).
- „Endspiele“ – das Theater Mülheim von Roberto Ciulli. 30 Minuten, WDR (1991).
- „Spurensuche“ – mit dem Geiger Michael Wieck in Kaliningrad (Königsberg). 30 Minuten, WDR (1992).
- „Nelken in Indien“ – Pina Bausch und ihr Tanztheater Wuppertal in Indien. 60 Minuten, ARTE, nominiert für den Prix Europe (1994).
- „Nach allen Regeln der Kunst“ – die Regisseurin Andrea Breth. 30 Minuten, ARTE/WDR (1995).
- „Störfall Kunst“ – der Grafiker Klaus Staeck. 45 Minuten, ARTE/WDR (1996).
- „Shalom heißt Frieden“ – die israelische Schauspielerin Hanna Marron. 30 Minuten ZDF, 45 Minuten 3SAT (1996), nominiert für den Adolf-Grimme-Preis (1997).
- „Mit Kunst-Stoff die Welt formen“ – der Bildhauer Tony Cragg. 45 Minuten, WDR (1999).
- „Wuppertal – die Ungeschminkte im Bergischen“. 45 Minuten, ARD/WDR in der Reihe „Bilderbuch Deutschland“ (2000).
- „Die Kunstkathedrale“ – das Museum Guggenheim in Bilbao. 30 Minuten, ARTE (2001).
- „Das Wunder von Bilbao“ – das Museum Guggenheim. 45 Minuten, ARTE (2001).
- „Pablo Picasso – eine Legende“. 45 Minuten, in der ARD-Reihe „Legenden“, ARD/WDR (2002).
- „Frau Rau – First Lady“ – Christina Rau, Frau des Bundespräsidenten. 45 Minuten, WDR (2003).
- „Bruder Johannes“ – der Bundespräsident nimmt Abschied, 45 Minuten, WDR (2004).
- „Pina Bausch“. 45 Minuten, ARD/WDR (2006).
- „Die Besten im Westen – Johannes Rau“. 45 Minuten, WDR (2007).
- „Tanzträume“ – Jugendliche tanzen „Kontakthof“ von Pina Bausch. 89 Minuten, ein Kinofilm, WDR/ARTE (2009).
- „Das Erbe von Pina Bausch“. 45 Minuten, ARTE/ZDF (2019).